# Amara chaudoiri
Amara chaudoiri là một loài bọ cánh cứng trong chi Amara thuộc họ Carabidae.

## Phân loài
Có ba phân loài được ghi nhận của A. chaudoiri:
- Amara chaudoiri chaudoiri Schaum, 1858
- Amara chaudoiri incognita Fassati, 1946
- Amara chaudoiri transcaucasiens Hieke, 1970